# Salvador Dalí i Domènech
|  | Per a altres significats sobre Salvador Dalí, vegeu «Salvador Dalí (desambiguació)». |

Salvador Dalí i Domènech, marquès de Dalí de Púbol (Figueres, l'Alt Empordà, Catalunya, 11 de maig de 1904 - 23 de gener de 1989) fou un pintor, escultor, decorador, escriptor i pensador català, que va esdevenir un dels principals representants del surrealisme. Se solen atribuir les seves habilitats pictòriques a la influència i l'admiració per l'art renaixentista. Dalí va tenir l'habilitat de forjar un estil personal i recognoscible. Es considerava a si mateix més bon escriptor que pintor i assegurava que si havia de passar a la història preferia fer-ho com a pensador; la seva actitud còmica, però, si d'una banda el va catapultar a una fama mai vista, de l'altra va dificultar seriosament l'estudi de la seva filosofia i reflexió. En pintura, una de les seves obres més conegudes és La persistència de la memòria, també anomenada Els rellotges tous, que data de l'any 1931. En escriptura, es considera que la seva obra capital és l'autobiografia Vida secreta de Salvador Dalí, que data de l'any 1942 i comença dient: «A sis anys volia ser cuinera, a set Napoleó, i la meva ambició no ha parat de créixer des d'aleshores». Les seves majors obres, en què va treballar fins als darrers anys de la seva vida, foren el Teatre-Museu Dalí de Figueres i ell mateix.
Encara que els seus principals mitjans d'expressió van ser la pintura i l'escriptura, també va fer incursions en els camps del cinema, l'escultura, la moda, la joieria, la decoració, la publicitat, l'humor, l'agitació cultural i el teatre, disciplina en què va treballar com a dissenyador de vestuari i com a escenògraf.

Va saber treballar enormement la faceta pública. La seva muller i musa, Gala Dalí, fou capital tant en el seu ascendent artístic com, sobretot, intel·lectual i econòmic. Aquest tema li valgué l'apel·latiu d'«Avida Dollars» (anagrama de Salvador Dalí). Les seves aparicions en públic, bé fossin conferències escandaloses, entrevistes o happenings, no deixaven indiferents; la seva relació de conveniència, per bé dissimuladament burleta, amb el franquisme, tampoc. Una icona surrealista i polièdrica del segle xx. El contemporani i també empordanès Josep Pla li dedicà un dels capítols d'Homenots, en què, entre altres coses, diu: 

| «                     | Ens trobem davant d'una exaltació sense fre del personalisme, davant d'una falta de pudor indecent, de l'estirabot final de la crisi del sentit del ridícul. Una obra saturada d'una imaginació desbordant, sovint divertidíssima. Un magma palpitant de vida barreja de perversitat i de puerilitat, d'arrauxament i de precaucionisme infal·lible. Una llibertat mental extraordinària. El cèlebre bigoti és un objecte que es penja i despenja a voluntat. Dalí voldria amenitzar el món, trencar la crosta de grisor, de mediocritat, que l'envolta, convertir la gent en éssers irreductibles, insolubles, impossibles d'intercanviar. | » |
| — Josep Pla, Homenots | |   |

## Biografia

### Infància

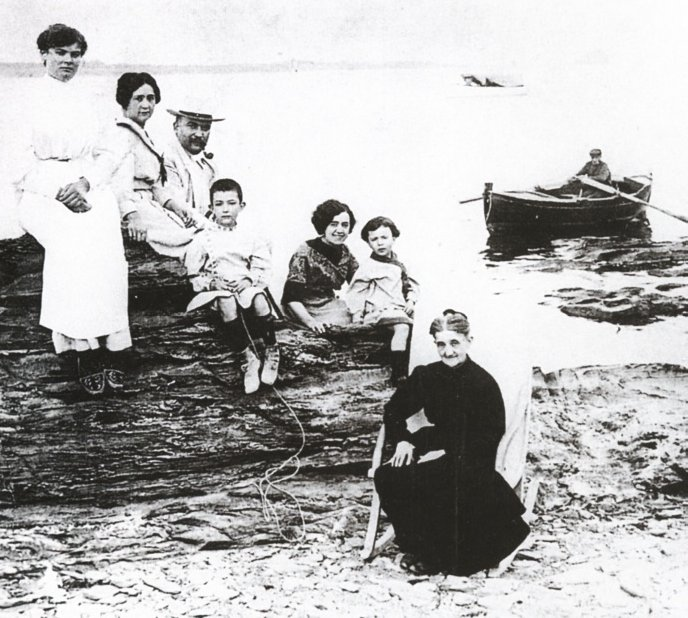
La família Dalí el 1910: des de l'esquerra, la seva tia Maria Teresa, els seus pares, ell mateix, la seva tia Caterina (segona esposa del seu pare), la seva germana Anna Maria i la seva àvia Anna.

Va néixer l'11 de maig de 1904 al número 6 del carrer Monturiol de la ciutat de Figueres, capital de la comarca de l'Alt Empordà. El germà gran de Dalí, també anomenat Salvador, va morir de meningitis als set anys, nou mesos abans del naixement de l'artista. El seu pare, Salvador Dalí i Cusí (1872–1950), va ser un pioner del moviment esperantista a Catalunya. Notari de la ciutat i natural de Cadaqués, tenia un caràcter estricte i disciplinari que quedava suavitzat per la seva dona, Felipa Domènech i Ferrés (1874–1921), que va fomentar els esforços artístics del seu fill. Als cinc anys, els seus pares van dur-lo a la tomba del seu germà i li van explicar que ell n'era la reencarnació, fet que va arribar a creure. Del seu germà, Dalí va comentar: «Jo he viscut la mort abans de viure la vida. El meu germà va morir a causa d'una meningitis, a l'edat de set anys, tres abans del meu naixement […] ens semblàvem com dues gotes d'aigua, només que amb diferents reflexos». Dalí també va tenir una germana, Anna Maria Dalí, tres anys més jove que ell, que el 1949 va publicar un llibre sobre el seu germà, titulat Dalí visto por su hermana.
Dalí va cursar estudis de batxillerat a l'Institut Ramon Muntaner de Figueres, on va participar en l'elaboració de la revista Studium i on també va rebre la seva primera formació artística amb el professor Juan Núñez. El 1916, va descobrir la pintura moderna en una estada estiuenca a Cadaqués amb la família de Ramon Pichot, un artista local que viatjava sovint a París. Fruit d'aquesta època, és l'obra Paisatge del cap de Creus, que es troba en el Museu Abelló, de Mollet del Vallès. El 1919, Dalí va exposar per primer cop en el marc d'una exposició col·lectiva pública al Teatre Municipal de Figueres. La seva primera exposició individual seria uns anys més tard, el 1925, a les galeries Dalmau de Barcelona. En aquest període d'aprenentatge a Figueres, té una relació amb Carme Roget, filla del fotògraf costumista Narcís Roget.
L'any 1921, la mare de Dalí va morir d'un càncer de mama quan ell només tenia setze anys. Després de la seva mort, el pare de Dalí es va casar amb la germana de la seva dona, la Caterina Domènech i Ferrés, la qual cosa no agradà a Dalí.

### Madrid i París

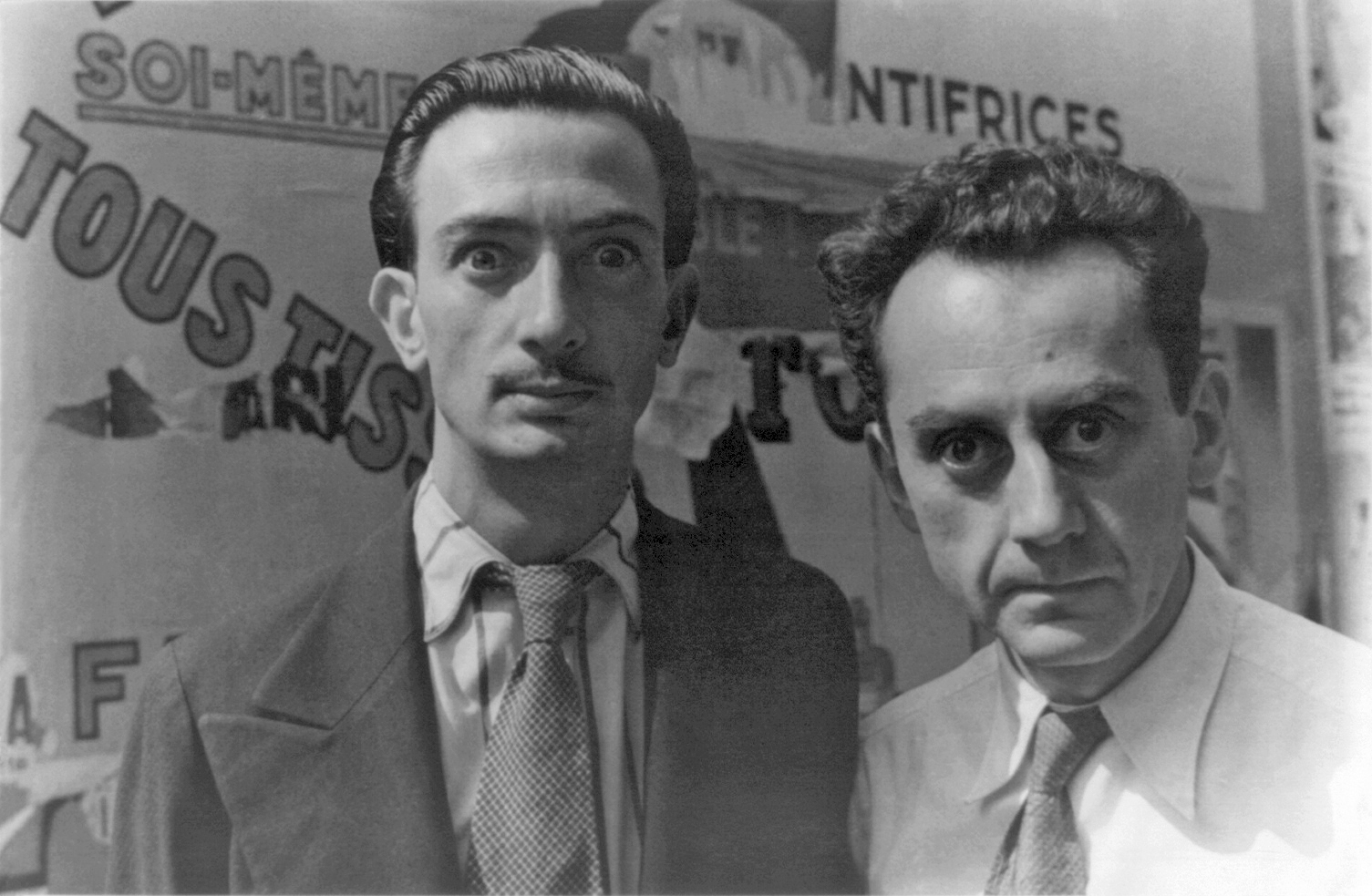
Dalí i Man Ray a París el 16 de juny de 1934

L'any 1922, Dalí es va traslladar a Residencia de estudiantes i va estudiar a la Real Academia de Bellas Artes de San Fernando. Dalí ja cridava l'atenció per la seva excentricitat; duia el cabell llarg i patilles, i vestia amb abric, mitges i pantalons a l'estil de la moda del segle anterior. Però les seves pintures, en les quals experimentava amb el cubisme, van captar l'atenció dels seus companys estudiants. És probable que, en les seves primeres obres cubistes, Dalí no entengués bé aquest moviment artístic, ja que l'única informació sobre el cubisme li arribava per alguns articles de revistes i un catàleg que li va donar Pichot, ja que —en aquells moments— no hi havia pintors cubistes a Madrid.
Dalí també va experimentar amb el dadaisme, que va influir en la seva obra al llarg de la seva vida. A la Reial Acadèmia de Belles Arts de San Fernando va conèixer el poeta Federico García Lorca, amb el qual inicià una llarga amistat, i també el director de cinema Luis Buñuel, i els poetes Rafael Alberti o José Moreno Villa.
L'any 1924 un encara desconegut Salvador Dalí il·lustra el seu primer llibre, Les bruixes de Llers, del seu amic el poeta empordanès Carles Fages de Climent, amb qui tornarà a col·laborar en la Balada del sabater d'Ordis (1954) i amb l'auca El triomf i el rodolí de la Gala i en Dalí (1961).
Dalí fou expulsat de l'Acadèmia l'any 1926, poc abans dels seus exàmens finals, després d'afirmar que ningú de l'Acadèmia era prou competent per a examinar-lo. Aquell mateix any va fer el seu primer viatge a París, on va conèixer Pablo Picasso, a qui el jove Dalí reverenciava; Picasso ja havia escoltat paraules favorables sobre Dalí en boca de Joan Miró. Dalí va realitzar un gran nombre d'obres amb una forta influència de Picasso i Miró durant els següents anys, mentre avançava desenvolupant el seu propi estil.
No obstant això, algunes tendències de l'obra de Dalí que continuarien al llarg de la seva vida ja es van fer evidents a la dècada del 1920. Dalí va devorar influències de tots els estils artístics que podia trobar i va produir obres que anaven des del classicisme més acadèmic fins a les avantguardes més punteres, unes vegades en obres separades i en altres combinades. Les exposicions de les seves obres a Barcelona van cridar molt l'atenció de la crítica, que barrejava les lloances amb mostres de perplexitat.
Dalí es va deixar créixer un extravagant bigoti que va esdevenir una icona de si mateix, influït pel pintor espanyol del segle xvii Diego Velázquez.
És a dir, profunditzant en la vida i historia amorosa amb la Gala i mencionant algunes curiositats sobre la seva relació, Salvador Dali és que es va casar amb la dona del seu amic, la qual era la Gala i va ser el seu gran amor fins a la seva mort.
Dalí va conèixer na Gala quan ella estava casada amb un amic seu que era poeta francès i es deia Paul Éluard. Una altra dada molt curiosa és que el seu amic no es va enfadar amb Salvador Dalí, de fet fins i tot va fer de testimoni del seu casament. Però el pare de Salvador Dalí no aprobava la seva relació amb Gala ja que era mare i era deu anys més gran que Dalí, el seu enuig va ser tan gran que va arribar al punt que va desheretar a Dalí.
Gala va ser la seva musa, li va pintar infinitat de quadres, que signava barrejant els dos noms, i li va dedicar molts textos. Va romandre al seu costat fins a la seva mort (tot i que tenien una relació sexualment oberta, especialment per part d'ella) estaven espiritualment units. Gala tenia la seva pròpia residència a Púbol, on es diu que s'estava amb els amants, aquesta residència privada de Gala era un castell que Dalí va regalar-li a condició que ell només hi pogués anar si, abans, li ho demanava per carta. Com els antics costums de l'amor cortès

### Surrealisme

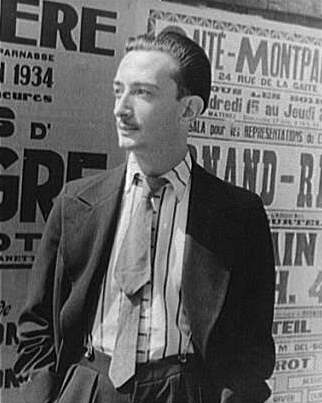
Salvador Dalí

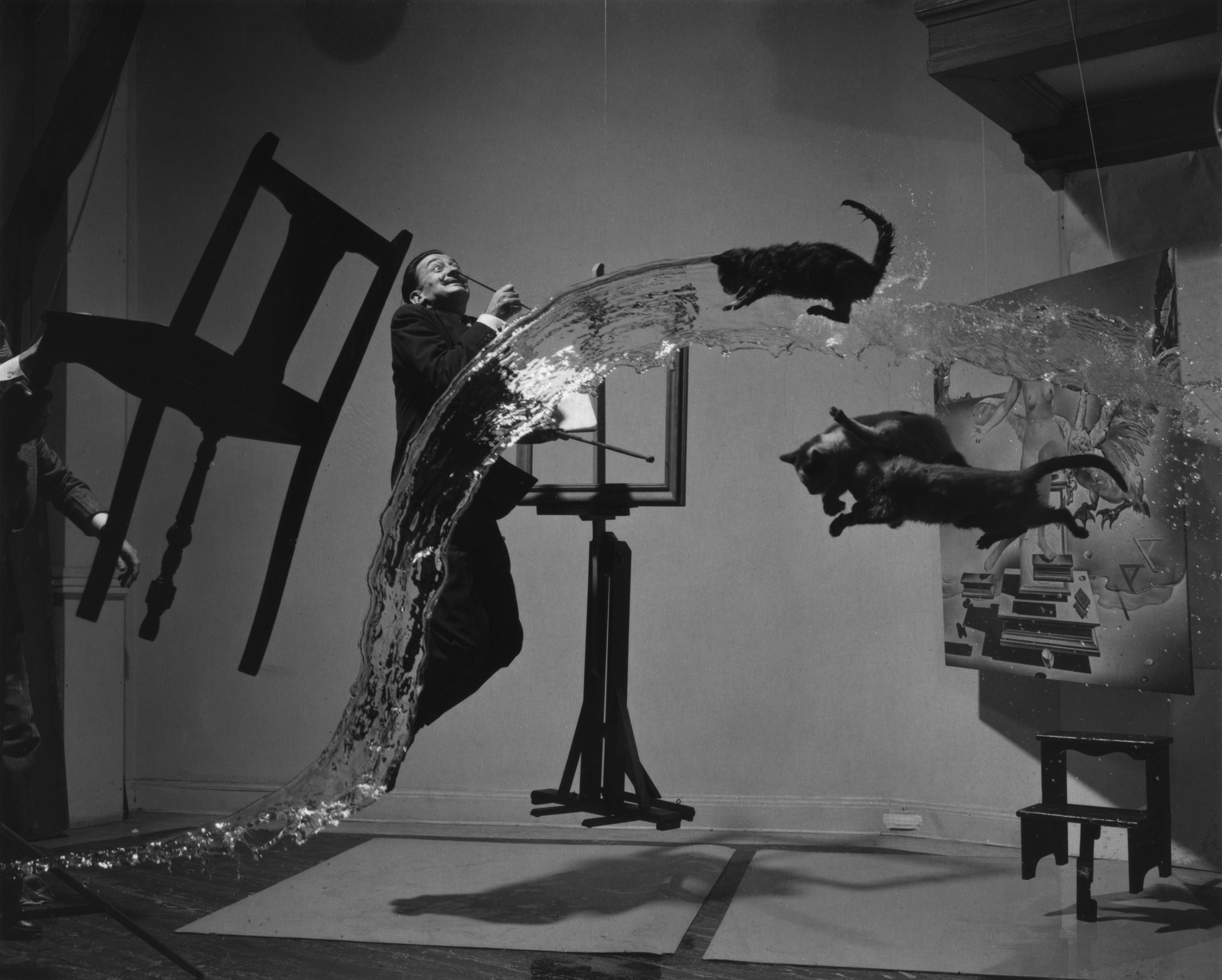
Fotografia de Philippe Halsman que, amb retocs, esdevindria Dali Atomicus (1948)

Va col·laborar amb Luis Buñuel en la realització de la pel·lícula Un chien andalou, estrenada a la ciutat de París l'any 1929, i fou aquesta pel·lícula un dels màxims exponents del surrealisme. Aquell mateix any van visitar Dalí al poble de Cadaqués una sèrie de personatges clau del surrealisme, entre ells el poeta Paul Éluard i la seva esposa Gala Éluard, a la qual va seduir el jove pintor català, convertint-la en la seva musa i companya per la resta de la seva vida.
Dalí es convertí en un punt de referència del moviment surrealista. Utilitzava més la fixació d'imatges preses dels somnis, segons André Breton «abusant-ne i posant en perill la credibilitat del surrealisme». Va inventar el que ell mateix va anomenar mètode paranoicocrític, una barreja entre la tècnica d'observació de Leonardo Da Vinci, per mitjà de la qual observant una paret es podia veure com sorgien formes, i les tècniques de frottage; fruit d'aquesta tècnica són les obres en les quals es veuen dues imatges en una sola configuració. Lluís Racionero apunta que «en els quadres de l'època 1928-34 el paisatge i la llum de l'Empordà tenen una importància decisiva. […] Si el surrealisme de Dalí supera el de Tanguy o de Chirico és precisament perquè aquests han de cercar les imatges dintre d'ells mateixos, mentre que Dalí les tenia a la vista: només li faltava combinar-les de manera paranoicocrítica […] ell mateix reconeix els efectes del país en la seva dedicatòria a un llibre de poemes del seu amic Carles Fages de Climent: «Jo soc divinament tocat de l'ala, nou Prometeu de Port Lligat».
L'any 1936 André Breton va expulsar Dalí del seu cercle surrealista per les seves tendències feixistes, acusant-lo de defensar allò «nou i irracional» del fenomen hitlerià, acusació que Dalí va refutar afirmant que «no soc un hitlerià ni de fet ni d'intenció». Esdevingué l'artista empordanès un dels pocs intel·lectuals que van donar suport a Francisco Franco en ascendir al poder durant la Guerra Civil espanyola. El 1940, a causa de la Segona Guerra Mundial, usufructuà un visat del cònsol portuguès a Bordeus, Aristides de Sousa Mendes, que li permet viatjar a Lisboa i d'aquí es va traslladar als Estats Units d'Amèrica amb Gala, país on va romandre fins al 1948, una època que és considerada com una de les més fructíferes de la seva vida i en què va publicar la seva autobiografia The Secret Life of Salvador Dalí.

### Retorn a Catalunya

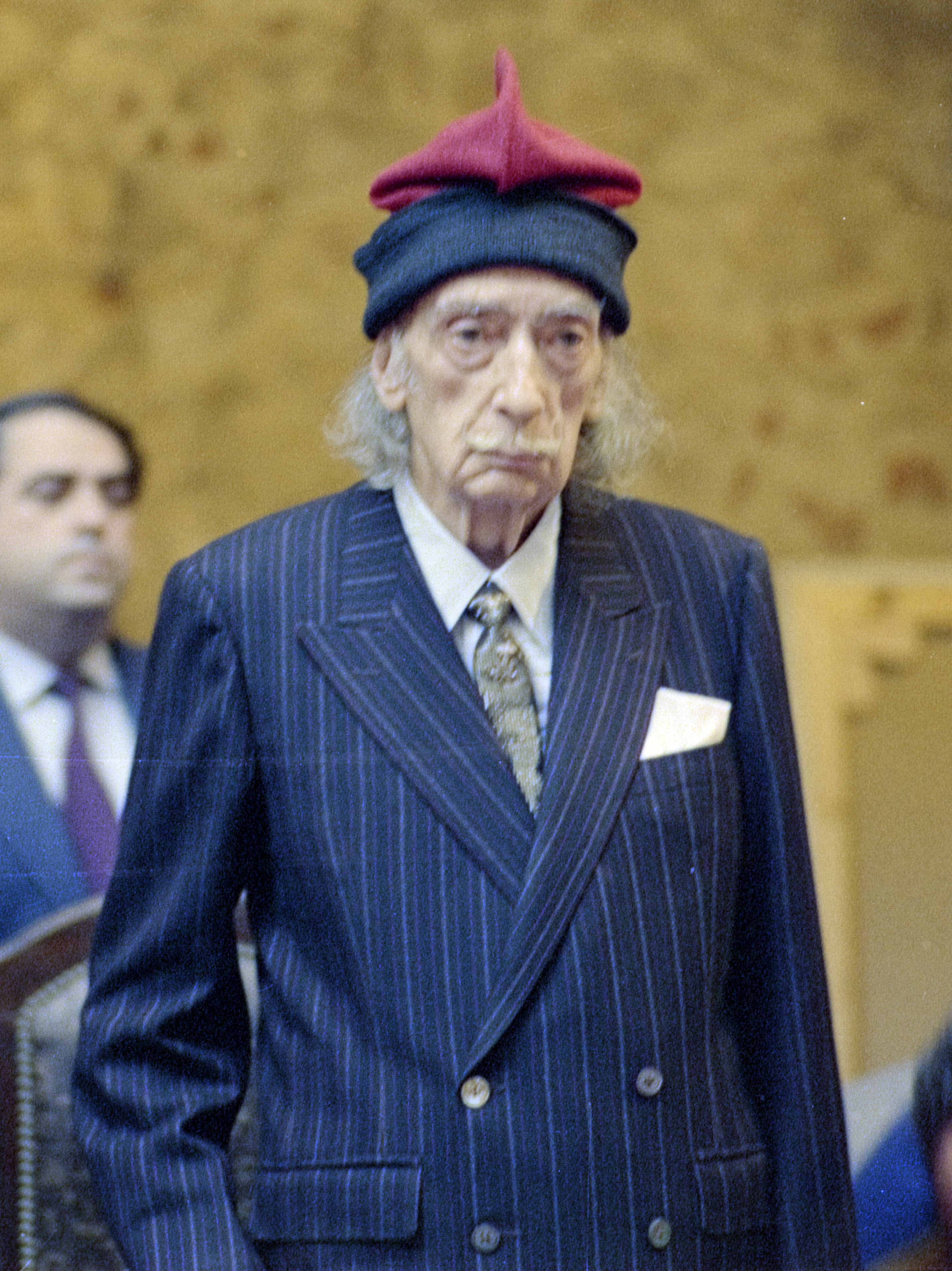
Salvador Dalí el 1981.

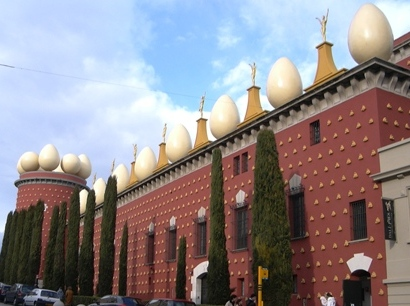
Teatre-Museu Dalí de Figueres

L'any 1949 retornà a Catalunya amb el beneplàcit del govern de Francisco Franco, que l'utilitzà com a propaganda política, cosa que fou molt criticada per nombrosos intel·lectuals i progressistes. El 1959, André Breton va homenatjar els 40 anys del naixement del surrealisme mitjançant la celebració de l'exposició Homage to Surrealism, amb obres de Dalí, Joan Miró, Enrique Tábara i Eugenio Granell.
A partir de la dècada del 1960, Dalí no sols utilitzà com a mitjà d'expressió la pintura sinó que també emprà l'holografia, i fou considerat per Andy Warhol una font d'inspiració pel pop art. El 1960, inicià els seus treballs per realitzar una seu permanent per a la seva obra, la realització del Teatre-Museu Dalí de Figueres, museu que fou inaugurat l'any 1974.
Interessat així mateix en la decoració i la imatge, l'any 1969 realitzà el logotip per a l'empresa Chupa Chups; així doncs, fou l'autor de la coneguda margarida groga de vuit fulles que conté les lletres de color vermell, així com la decoració del Teatro Real de Madrid durant la retransmissió televisiva del Festival d'Eurovisió d'aquell any. L'any 1971 inaugura Sala Gaudí Barcelona, la primera i més gran galeria d'art d'Espanya, amb la presència d'altres personalitats com Gabriel García Márquez.
És també en aquesta època que mostra interès per l'art d'acció o happening portant a terme projectes a Berlin (1967) i Barcelona (666 vs Sagrada Família, on hi participa Vangelis) o l'acció promoguda per la Tribu Granollers Happening el 1974 a la capital del Vallès Oriental i que va ser enregistrada pel NO-DO.
L'any 1981 fou guardonat amb la Medalla d'Or de la Generalitat de Catalunya, i el 1982 el rei Joan Carles I d'Espanya el nomenà marquès de Púbol.
La mort de Gala el 10 de juny de 1982 provocà el decaïment de Dalí, que a partir d'aquell moment es ressentí constantment de la seva salut, i es retirà a viure des de la casa de Portlligat de Cadaqués al castell de Púbol, una fortificació que el mateix Dalí havia regalat a Gala. Un incendi a la seva habitació l'any 1984 va fer que es traslladés a unes habitacions de Torre Galatea, edifici annex al Teatre-Museu, on va romandre pràcticament reclòs fins a la seva mort el 23 de gener de 1989. La seva darrera aparició pública va ser en el concert per a piano i arpa, interpretat per Carles Coll i Abigail Prat, en què es va estrenar l'obra Música per Galalina de Jordi Codina.
S'ha denunciat que Dalí va ser obligat per alguns dels seus «cuidadors» a signar llenços en blanc que serien venuts després de la seva mort com a originals. Aquests rumors van fer que el mercat de l'art es mostrés escèptic amb les obres atribuïdes a Dalí durant la seva última època.
El novembre de 1988, Dalí va ser ingressat arran d'un atac cardíac, i el 5 de desembre de 1988 va ser visitat pel rei Juan Carlos I, que li va confessar que sempre havia estat un admirador fidel de la seva obra.
El 23 de gener de 1989, escoltant el seu disc preferit —Tristany i Isolda, de Wagner— va morir a causa d'una parada cardiorespiratòria a l'hospital de Figueres, amb 84 anys, i tancant el cercle va ser enterrat (tot i tenir prevista una tomba al costat de la seva esposa Gala a Púbol) a la cripta de Figueres («respectant» la seva darrera voluntat comunicada de paraula pocs moments abans de morir al llavors alcalde de Figueres, Marià Lorca), situada a la seva casa-museu (vegeu imatge). La seva cripta es troba a l'altre costat de l'església de Sant Pere, on havia estat batejat, havia rebut la primera comunió i on descansa des de llavors, tres illes de cases més enllà de la seva casa natal.
La major part de la seva obra va ser cedida per ell mateix al Govern d'Espanya. La Fundació Gala-Salvador Dalí s'encarrega en l'actualitat de la gestió del seu llegat. En els Estats Units, el responsable jurídic de la seva representació és la Societat de Drets artista.

## Simbolisme
Dalí va descriure un extens i personal univers simbòlic al llarg de la seva obra. Els rellotges tous (nom popular amb què és coneguda la seva obra La persistència de la memòria, que havia aparegut el 1931) van ser interpretats com una referència a la teoria de la relativitat d'Einstein i van ser creats suposadament després de l'observació d'uns trossos de camembert exposats al sol un calorós dia d'agost. Un altre dels seus símbols recurrents és l'elefant, que va aparèixer per primera vegada en el Somni causat pel vol d'una vespa sobre una magrana un segon abans de despertar (1944). Els elefants dalinians, inspirats per l'obelisc de Roma de Gian Lorenzo Bernini, solen aparèixer amb «potes llargues, gairebé invisibles de desig», i portant obeliscs als seus lloms. Conjuntes amb aquestes delicades extremitats, els obeliscs, en els quals alguns han volgut veure un símbol fàl·lic, creen un sentit fantasmal d'irrealitat. «L'elefant és una distorsió en l'espai», explica Dalí en Dalí i el surrealisme, de Dawn Ades, «amb unes agusades potes que contrasten amb la idea d'ingravidesa, definida sense la menor preocupació estètica. Estic creant una cosa que m'inspira una profunda emoció i amb la qual intento pintar honestament».
Un altre dels seus símbols recurrents és l'ou. Enllaça amb els conceptes de vida prenatal intrauterina i, de vegades, es refereix a un símbol de l'esperança i l'amor, que és com s'interpreta en la seva Metamorfosi de Narcís. També va recórrer a imatges d'animals al llarg de tota la seva obra: formigues com a símbol de mort, corrupció, i d'un intens desig sexual; el caragol com a cap humà (havia vist un caragol sobre una bicicleta al jardí de Sigmund Freud quan va anar a visitar-lo); i les llagostes com un símbol de decadència i terror.

## Obra pictòrica
La seva pintura es caracteritza per la meticulositat en el dibuix, una minuciositat gairebé fotogràfica en el tractament dels detalls, la utilització de colors brillants i lluminosos i la representació d'objectes quotidians i imatges, en formes compositives insospitades i sorprenents.
Dalí va produir prop de 1.500 pintures al llarg de la seva carrera, a més a més de desenes d'il·lustracions per a llibres, litografies, dissenys escenogràfics, vestuaris, i una ingent quantitat de dibuixos, escultures i projectes paral·lels en fotografia i cinema. També, animat pel seu amic Federico García Lorca, Dalí va temptejar la creació literària en una «novel·la pura»: en la seva única obra literària, Dalí descriu en vistosos termes, les intrigues i embolics d'un grup d'aristòcrates excèntrics i frívols que, amb el seu luxós i sofisticat estil de vida, representen la decadència dels anys 1930.
La seva obra és coneguda arreu del món i se'n poden contemplar moltes al Teatre-Museu Gala Salvador Dalí de Figueres, d'altres —cedides per herència a l'estat espanyol— restaren incloses en la col·lecció del Museu Reina Sofia. Alguns dels seus quadres són:
- Paisatge prop de Figueres (1910)
- Vilabertran (1913)
- Festa a Figueres (1916)
- Gran arlequí i petita ampolla de rom (1924)
- Noia en la finestra (1925)
- Gran arlequí i petita ampolla de rom (1925)
- Retrat del meu pare (1925)
- El gran masturbador (1929)
- L'home invisible (1929)
- Els plaers il·luminats (1929)
- L'enigma del desig (1929)
- L'edat d'or (1930), pel·lícula amb Luis Buñuel
- La persistència de la memòria (1931)
- Carretó fantasma (1933)
- Elements enigmàtics en un paisatge (1934)
- Retrat de Mae West que pot utilitzar-se com a apartament surrealista (1934 - 1935)
- Construcció tova amb mongetes bullides (1936)
- Aparició de cara i plat de fruites a la platja (1938)
- Atletes còsmics (1943)
- Somni causat pel vol d'una vespa al voltant d'una magrana moments abans de despertar (1944)
- La meva esposa nua (1945)
- La cistella de pa (1945)
- Les temptacions de sant Antoni (1946)
- Leda atòmica (1949)
- La madonna de Portlligat (1950)
- El Crist de sant Joan de la Creu (1951)
- Galatea de les esferes (1952)
- Crucifixió (1954)
- Dalí nu (1954)
- Descobriment d'Amèrica (1955)
- L'últim sopar (1955)
- L'apoteosi del dòlar (1965)
- El Crist de la tramuntana (1968)
- Dalí pintant Gal·la per darrere (1973)

## Obra escultòrica monumental
- Alicia en el país de les meravelles (1984)
- L'elefant del triomf (1984)
- L'elefant espacial (1980), a Courchevel
- El piano surrealista (1984)
- La Noblesse du temps (1984), a Andorra la Vella
- Perseu, a Marbella

## Dalí, el disseny i la moda
Dalí, al llarg de la seva vida i obra, va mantenir una extensa i intensa relació amb el món polimòrfic de la moda. En el seu permanent desig de materialitzar la il·limitada capacitat inventiva que el singularitzava, va explorar els més heterogenis registres creatius a l'entorn de tot el relacionat amb la moda, deixant en cadascun d'aquests el seu peculiar estil i marca de fàbrica. Entre els invents dalinians en l'àmbit del que podríem denominar la moda virtual —ja que els seus dissenys en forma d'escrits i dibuixos, no s'han realitzat— cal esmentar:
- Els vestits, amb falsos intercalats i farciments anatòmics ficticis, destinats a excitar la imaginació eròtica, ja que com el mateix Dalí apuntava en la revista Vogue: «Totes les dones amb falsos pits a l'esquena —inserits en el lloc exacte que ocupen els omòplats— gaudirien d'un aspecte alat».
- El maquillatge per a eliminar les ombres sota els ulls en les galtes enfonsades.
- Les ulleres amb lents calidoscòpiques, particularment recomanables per a la conducció automobilística quan es fa avorrida.
- Les ungles postisses fetes de diminuts miralls en els quals poder contemplar-se, especialment adequades per a acompanyar els vestits de nit.
- Les sabates musicals de primavera per a amenitzar els passejos.

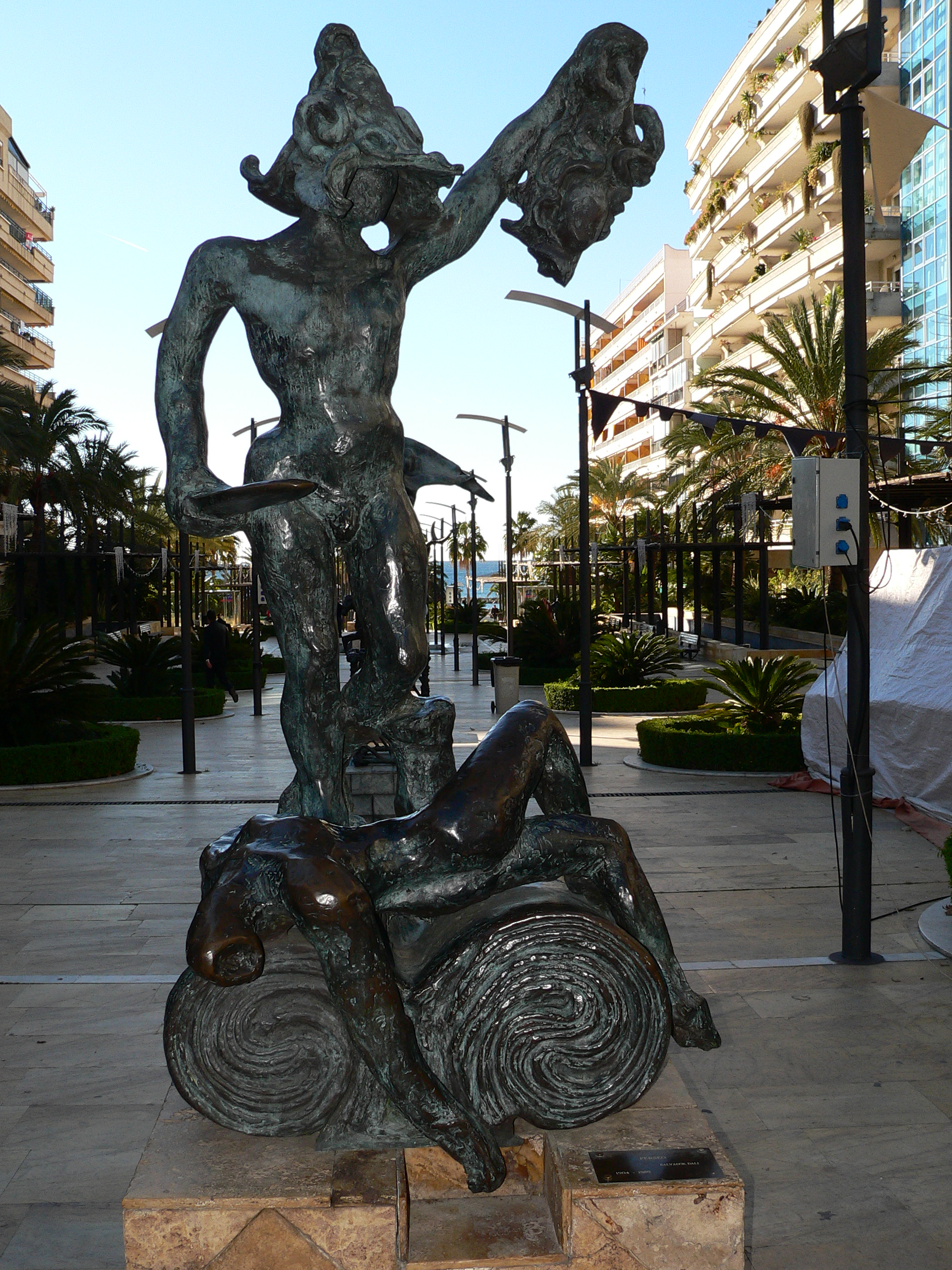
Salvador Dalí. Escultura de Perseu a Marbella

Tot i això, Dalí no es va limitar a imaginar possibles dissenys de moda «virtuals», sinó que va col·laborar en dissenys «reals» com:
- Els vestits que Edward James li va encarregar per a la seva amiga l'actriu Ruth Ford i l'execució dels quals va realitzar Elsa Schiaparelli, la dissenyadora italiana d'alta costura establerta a París, amb qui va col·laborar al llarg de la dècada del 1980, tant en el disseny de teixits com en motius d'adorn dels seus vestits i barrets, entre els quals destaca el cèlebre «barret-sabata», que ja forma part de l'imaginari surrealista.
- Els figurins per a les representacions escèniques, des dels primers dibuixos per als vestits de Mariana Pineda fins als seus dissenys per als múltiples ballets i obres de teatre en què va participar, entre els quals cal destacar els figurins que va realitzar la seva gran amiga Coco Chanel per a Bacchanale, el primer ballet «paranoicokinètic».
- Els vestits de bany femenins que comprimeixen totalment els pits, per camuflar el bust i així donar-los un aspecte angelical.
- L'esmòquing afrodisíac recobert de gots de licor plens de pippermint frapé.
- Les corbates que Georges McCurrach li va encarregar dissenyar, amb els emblemàtics motius iconogràfics dalinians: llavis enganxats a un telèfon-llagosta, formigues sobre rellotges tous...
- El disseny capil·lar dels seus metamòrfics bigotis-antena.
- Els flascons de perfums, des del Rock and roll que va dissenyar per a Mafalda Davis —una «eau de toilette» per a homes que es venia més car que els perfums de Christian Dior—, fins al seu últim perfum, el flascó del qual s'inspira en L'aparició de l'Afrodita del Cnido en un paisatge, passant pel Shocking, el perfum rosa de Schiaparelli, per a qui va dissenyar-ne la publicitat.
- Les fantàstiques joies que Gala, gran admiradora del mític joier Fabergé, li va convidar a dissenyar a partir de la seva pròpia iconografia.
- La publicitat per a signatures nord-americanes de moda —com la famosa campanya d'anuncis per a les mitges Bryans— que va publicar Vogue.
- Les disfresses per als balls de màscares, des del polèmic abillament de Gala en «el ball oníric» organitzat en el seu honor per Caresse Crosby al Coq Rouge de Nova York, fins als llarguíssims vestits venecians per al ball de carnaval al Palazzo Beistegui, que va realitzar Christian Dior a partir d'un disseny dalinià.

En el marc de la seva novel·la Hidden faces, va concebre una casa de modes per a cotxes de línies aerodinàmiques: vestits molt formals de tarda amb colls baixos, enormes, vestits de nit elegantíssims amb enormes escots que fessin ressaltar els seus radiadors, i llargues cues de setí per a les vetllades de Gala.

## Dalí en el cinema
- Un chien andalou (1929).
- L'Âge d'or (1930).
- L'any 1941 Salvador Dalí va fer els dibuixos del somni oníric de Dumbo quan està embriac.
- L'any 1945, els estudis de Walt Disney contactaren amb el pintor català Salvador Dalí per a la realització d'un curtmetratge d'animació surrealista basat en la seva obra pictòrica. La idea era il·lustrar amb imatges animades una cançó del mexicà Armando Domínguez, composta per una espècie de poema d'amor en imatges oníriques. El projecte finalment s'abandonà a l'any següent per problemes pressupostaris. Tanmateix, diverses dècades després, l'any 2003, aprofitant el material existent, s'edità finalment el curtmetratge, titulat Destino, i va tenir un total de set minuts de duració. Fou dirigit per Dominique Monfery i es presentà al Festival Internacional d'Annecy.
- Spellbound (1945).
- Impressions de la Haute Mongolie - Hommage à Raymond Roussel (1975)

## Dalí i la premsa
La col·laboració de Salvador Dalí amb el món de les revistes i la premsa escrita és variada i extensa. Dalí no es limita a escriure articles, sinó que també realitza cobertes, anuncis i il·lustra escrits tant seus com d'altres autors. I utilitza alhora la premsa com a suport, en forma de collage, de la seva obra, i com a font d'inspiració: una coberta, una imatge, un text apareguts a la premsa poden ser –i alguns ho són– transformats en una altra imatge, en una altra lectura, i convertits en obra seva. Tota aquesta activitat el porta, en diferents moments de la seva carrera, a dissenyar pàgines i fins i tot una publicació sencera, el Dali News.
Dalí inicia les seves col·laboracions amb la premsa l'any 1919 amb els articles dedicats als grans mestres de la història de l'art (Goya, El Greco, Durero, Leonardo da Vinci, Miquel Àngel i Velázquez) que publica en Studium, la revista de l'institut de Figueres, la seva ciutat natal; i amb escrits, del 1927 al 1929, en què defineix la seva estètica o l'evolució que experimenta la seva carrera, apareguts en publicacions com ara L'Amic de les Arts, La Gaceta Literaria, o La Nau i La Publicitat. Alhora que trobem il·lustracions seves dins dels seus textos o en escrits d'altres. A més dels exemples anteriors, cal destacar la seva implicació, juntament amb Sebastià Gasch i Lluís Montanyà, en la redacció i confecció del Manifest groc, 1928, o en el darrer número de L'Amic de les Arts, 1929, en què hi ha una gran participació de Dalí a tots els nivells, conceptual i formal.
En la dècada dels trenta, ingressa en el si del grup surrealista, i de seguida se'n converteix en el principal agitador i gairebé en el capdavanter, de manera que en una entrevista arriba a declarar: “el surrealisme soc jo”. Té, per tant, un paper destacat en les revistes editades per aquest col·lectiu, tant en Le Surréalisme au Service de la Révolution, en què publica articles tan importants com ara “L'âne pourri, à Gala Eluard”, el juliol de 1930; “Rêverie”, el desembre de 1931 o “Objets psycho‐atmosphériques‐anamorphiques”, el maig de 1933; com en Minotaure, en què dissenya una de les cobertes, fa il·lustracions i escriu textos cabdals en la seva obra i trajectòria com “Interprétation Paranoïaque‐critique de l'Image obsédante, “L'Angelus”de Millet”, el 1933; “Le Phénomène de l'extase” també del 1933 o “Le Surréalisme spectral de l'éternel féminin préraphaélite” de 1936, per esmentar‐ne alguns. Cal destacar també la seva col·laboració en Cahiers d'Art, amb escrits com “Les Pantoufles de Picasso” de 1935 o “Honneur à l'objet” de 1936. Aquesta dècada també és la dels primers viatges als Estats Units, on aviat col·labora amb la premsa americana. Un bon exemple en són les dues cobertes, “Social Life by Dali” del 9 de gener de 1938 i “Industrial Life by Dali”, del 16 de gener de 1938 per a la revista The American Weekly, i la sèrie de set articles que hi publica, tots amb títols tan explícits com ara: “Written by a Madman – Illustrated by a “Super‐Realist”, del 16 de desembre de 1934; “New York as seen by the “Super‐Realist artist”, M. Dalí, del 24 de febrer de 1935, entre d'altres. Un cop instal·lat a Amèrica, on resideix ininterrompudament de 1940 a 1948, Dalí rep diversos encàrrecs per realitzar anuncis, cobertes, articles d'opinió, il·lustració de textos, que es publiquen a les revistes i als diaris més influents, des del punt de vista de cultura de masses, com Vogue, Town & Country, Life, Script, American Fabrics o Nugget. Alguns encàrrecs són ben precisos, com ara el que li fa Script per a la sèrie “Surrealist Hollywood”, que reflecteix la concepció de l'artista d'un seguit de ciutats americanes i les seves impressions sobre l'era atòmica. Plasma Dalí, des de la seva imaginació vívida, visions d'un món sense control de l'energia atòmica, i d'altres de quan aquesta és controlada. Totes aquestes intervencions li serviran de base i assaig per a dissenyar conceptualment i formal un diari, el Dali News, del qual es publiquen dos números el 1945 i el 1947, coincidint amb dues exposicions seves a la Bignou Gallery de Nova York, en què Dalí és director, editor, articulista i il·lustrador. En l'editorial fa tota una declaració de principis. Dalí crea un diari en què només es parla d'ell i de l'òrbita Dalí. I, a més a més, ens deixa ben clara la seva posició: “I, si és cert que estimo la publicitat, per mil i una raons, totes respectables, és un fet innegable que la publicitat m'estima amb una passió encara més violenta que la meva pròpia”. Un gran propagandista de si mateix. Dalí continua col·laborant en publicacions americanes, Vogue o els escrits apareguts en Art News al llarg de més de 10 anys, i també en la premsa francesa, Connaissance des Arts, La Table Ronde o Le Parisien, i espanyola, El Noticiero Universal, La Vanguardia Española, o Los Sitios. L'interès de Dalí per aquest món no decreix al llarg dels anys: el 1971 realitza per a la commemoració del 50è aniversari de la revista Vogue —titulada per ell Vogué‐França—, un número especial dedicat, tal com l'artista mateix precisa, a glorificar el culte de la seva personalitat, i la de Gala. Les seves darreres col·laboracions en la premsa són en els diaris El País i a l'ABC, el 1985. Aquesta temàtica va ser tractada parcialment l'any 2004 en l'exposició «Dalí. Cultura de masses» i el 2015 en l'exposició «Media Dalí».

## Ideologia i personalitat

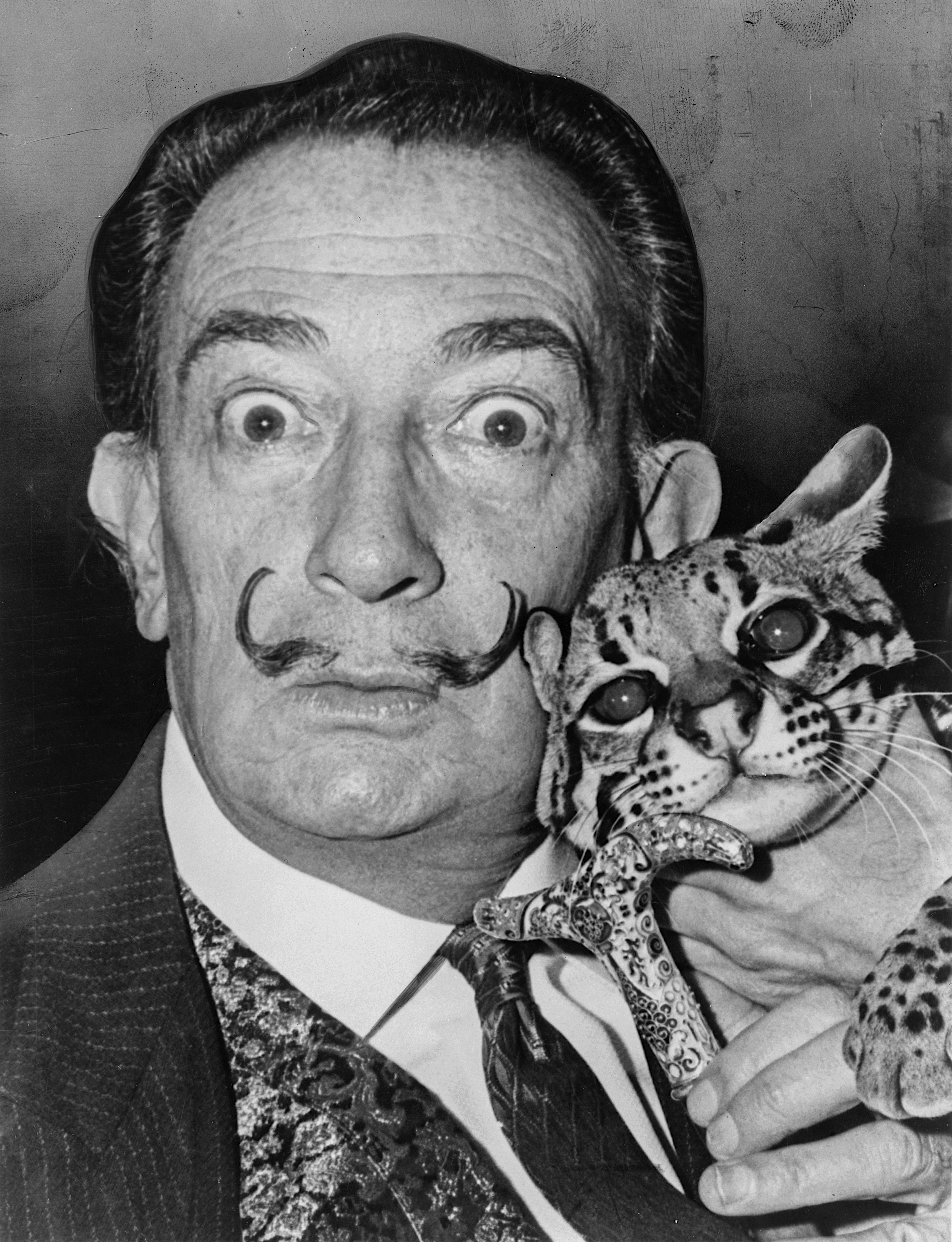
Dalí a la dècada dels 60, lluint el seu ostentós bigoti i amb el seu ocelot Babou.

Les idees polítiques de Salvador Dalí van desenvolupar un paper molt rellevant en els seus inicis artístics. Posteriorment, se'l va acusar de donar suport ideològicament al franquisme. André Breton, el «papa» del surrealisme, es va distingir pels seus esforços per separar el nom de Dalí del grup surrealista. Tanmateix, aquest enfrontament obeïa a motius més complexos.
Dalí va ser expulsat del grup surrealista el 1934, en part per la seva falta de compromís polític amb la causa comunista, que era dominant entre els surrealistes com André Breton. Dalí es negava a condemnar obertament Hitler en aquella època i menyspreava l'art que servia a fins polítics.
De qualsevol manera, Dalí mai no va ser antisemita, com es desprèn de la seva amistosa relació amb el famós arquitecte i dissenyador Paul László, que era jueu. Va manifestar una profunda admiració cap a Freud, a qui va conèixer personalment, i cap a Albert Einstein, a jutjar pels seus escrits. Sobre la personalitat de Dalí, George Orwell va dir en un assaig que:
| « | hem de ser capaços de simultaniejar en el nostre cap els dos fets que Dalí és un bon dibuixant i que és un ésser humà repugnant. I una cosa no invalida ni, en cert sentit, afecta l'altra. | » |

En la seva joventut, l'artista va estar relacionat amb l'anarquisme i el comunisme. En els seus escrits, se solen trobar afirmacions polítiques, probablement més dirigides a impressionar el públic per la seva radicalitat que basades en una inspiració profunda, que assenyalen certa vinculació amb l'activisme polític del dadaisme. Amb els anys, les seves adhesions polítiques van canviar, especialment segons el surrealisme es va identificar amb el lideratge d'André Breton, d'orientació trotskista. En diverses ocasions, Breton va demanar explicacions a Dalí per les seves relacions polítiques. De qualsevol manera, ja el 1970, Dalí es va declarar com un «anarcomonàrquic», donant peu a nombroses especulacions sobre aquesta orientació política (indubtablement minoritària).
Amb l'inici de la Guerra Civil espanyola, Dalí va defugir l'enfrontament i va rebutjar manifestar la seva adhesió a cap dels bàndols. De la mateixa manera, després de la Segona Guerra Mundial, Dalí va ser criticat per George Orwell, que el va acusar d'«escapolir-se com una rata quan França va estar en perill», després d'haver viscut i prosperat allà durant anys:
| « | Quan la guerra europea s'acosta, ell només es preocupa d'una cosa: trobar un lloc on es mengi bé i d'on pugui escapar ràpidament en cas que s'acostés el perill. | » |

Després del seu retorn a Catalunya després de la guerra, Dalí es va aproximar al règim franquista. Algunes de les declaracions de Dalí van servir com a suport a la dictadura; així, va felicitar Franco per les seves accions dirigides a «netejar Espanya de forces destructives». Dalí, que s'havia convertit al catolicisme i es va anar tornant una persona més religiosa amb el pas dels anys, podia referir-se als grups comunistes, socialistes i anarquistes que durant l'època de Guerra Civil havien executat més de 7.000 monges i sacerdots. Dalí va conèixer Franco personalment i pintà un retrat de la neta de Franco. És difícil determinar si els seus gestos cap al franquisme van ser sincers o capritxosos, ja que els simultaniejava amb manifestacions decididament surrealistes, com felicitar el líder comunista romanès Nicolae Ceauşescu per incloure un ceptre entre els seus atributs. El diari romanès Scînteia es va fer ressò d'aquesta notícia, sense adonar-se de la seva índole burleta. De qualsevol manera, un dels temes en què Dalí va mostrar una indubtable desafecció al règim va ser el polèmic assassinat del poeta Federico García Lorca per milícies nacionals, que va denunciar fins i tot en els anys en què l'obra del poeta estava oficialment prohibida.
Dalí, amb la seva cridanera presència i la seva omnipresent capa, ostentant un bastó i una expressió solemne emmarcada pel seu vistós mostatxo, es va forjar una imatge de megalòman amb declaracions com: «cada matí, en llevar-me, experimento un suprem plaer: ser Salvador Dalí». L'artista Cher i el seu marit Sonny Bono van acudir en la seva joventut a una festa organitzada en la luxosa residència de Dalí a Nova York a l'hotel Plaça, on van patir un lleu ensurt quan Cher es va asseure inadvertidament sobre una cadira amb un singular vibrador discretament incorporat. Un curiós costum de Dalí era quedar-se amb tots els bolígrafs amb què signava els seus autògrafs. Entrevistat per Mike Wallace per al programa 60 minutes, l'artista no va deixar de referir-se a si mateix en tercera persona, arribant a declarar que «Dalí és immortal i no morirà». En una altra de les seves aparicions televisives al Tonight Show, l'artista va aparèixer carregant un rinoceront de cuir, i va refusar seure en cap altre lloc.
Salvador Dalí, igual que Josep Pla, era localista militant amb vocació cosmopolita, obsessionats per la construcció d'una obra artística i literària, rigorosa i coherent, decidit a explicar el seu món sense límits d'esforç ni de forma.

## Catàleg raonat
El 2004, la Fundació Dalí va encetar un projecte de catalogació de pintures. El catàleg és d'accés universal i gratuït des del web de la Fundació, i disponible en català, castellà, anglès i francès. El projecte encara no està acabat i contínuament es modifica i amplia amb les dades aportades pels equips tècnics de la Fundació Dalí. En la seva elaboració, hi participen el Centre d'Estudis Dalinians. Aquest projecte de recerca de caràcter científic és una de les aportacions més destacades que la Fundació Gala-Salvador Dalí fa a l'àmbit acadèmic. L'objectiu principal és catalogar el corpus d'obra pictòrica daliniana, per arribar a la catalogació total i exhaustiva de la producció plàstica de l'artista, compresa entre els anys 1910 i 1983. El que es pretén és reunir i compartir una informació acurada i rigorosa de les obres pictòriques de tota la trajectòria artística de Salvador Dalí. No és, per tant, un treball de valoració estètica, sinó de determinació d'autoria. Evolució:
- Maig del 2004: es va presentar el primer tram dins la celebració del centenari del naixement de Salvador Dalí, com una de les grans aportacions de la Fundació Dalí en aquest esdeveniment. El primer tram abraça els anys 1910 al 1930 i comprèn 258 obres.
- Gener del 2007: es va publicar en línia el segon tram. Parteix de l'any 1931 fins al 1939 i inclou 211 pintures.
- Maig del 2011: se'n publica el tercer tram, que comprèn 135 obres, dels anys 1940 al 1951.
- Maig del 2014: tal com estava previst, avui presentem el fruit de tres anys de recerca exhaustiva dedicada a les pintures que Dalí realitzà entre el 1952 i el 1964. Aquest nou tram inclou 128 pintures.

Queda per incorporar la darrera etapa, que abraça des del 1965 fins a l'últim any de producció, el 1983.